# 山口裕子 (ゴルファー)
山口 裕子（やまぐち ひろこ　1975年11月19日 - ）は日本の女子プロゴルファー。日本女子プロゴルフ協会正会員（72期）。埼玉県出身。花咲徳栄高等学校卒業。身長160cm、体重54kg、血液型O型。

## 来歴
高校までソフトボールで活躍し、高校卒業後、プロゴルファーを目指して研修生となった。2000年のプロテストで合格し、翌2001年にはSANKYOレディースOPで初優勝を果たした。プロ転向後、年間獲得賞金ランキング30位以内をキープし、毎年、シード権を確保している。

## おもな成績
- 2001年 - SANKYOレディースオープン 優勝
- 2008年 - ヤマハレディースオープン葛城 優勝